# 다이아몬드

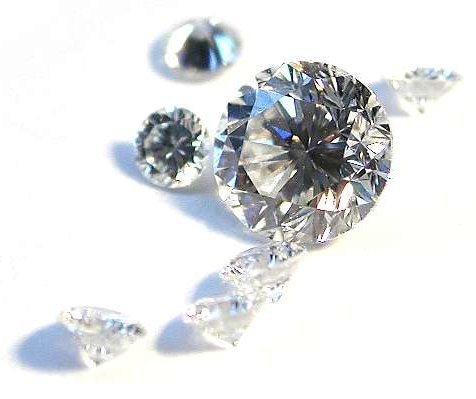

다이아몬드(영어: diamond) 또는 금강석(金剛石)은 천연광물 중 가장 굳기가 우수하며 광채가 뛰어난 보석이다.
주성분은 탄소이며 분자구조상의 차이로 인해 동일한 원자로 구성된 자연 산물인 흑연과는 매우 다른 특성을 가진 보석이다.
'랩 그론 다이아몬드(Lab Grown Diamond)'는 탄소에 고열과 고압을 가하여 만든 인공 보석으로, 천연 다이아몬드와 물리적, 화학적, 광학적으로 100% 일치한다고 알려져 있다.
국제 시장 조사 기업 Research and Markets은 2022년 전 세계 랩 그로운 다이아몬드 시장 규모를 224억 5,000만 달러로 추산했으며, 2028년까지 가치가 373억 2,000만 달러까지 성장할 것으로 예상했다.
뛰어난 경도로 인해 공업용으로도 많이 쓰이나, 대부분의 공업용 다이아몬드는 인간이 만든 인조 다이아몬드를 쓴다. 현재에 이르러서는 질이 나쁜 자연 다이아몬드와 질이 좋은 공업용 다이아몬드를 식별하기 어렵다. 흔히 다이아몬드의 질량의 단위에는 대부분의 보석의 질량의 단위로 쓰이는 캐럿을 쓴다(1캐럿=0.2g). 0.25캐럿 이하로 세공된, 크기가 작은 다이아몬드는 멜레(melee)라고 부른다.
다이아몬드는 강도에 따라 화씨 1,400도부터 1,607도 사이에서 완전히 연소된다. 실제로 다이아몬드가 형성되는 곳은 땅속 깊이 130km 아래다. 땅 위에서 발견되는 것은 화산이 분출할 때 함께 땅 위로 솟아오른 것이다. 보통 색깔이 없는 것을 귀하게 생각하며, 간혹 매우 특별한 색깔의 것이 가치를 인정받는 경우도 있다. 다이아몬드는 두 번째로 단단한 강옥보다 90배나 더 단단하다.
다이아몬드는 4월의 탄생석이며, 세계적으로 유명한 4대 다이아몬드는 상시와 리전트, 블루 호프, 피렌체 다이아몬드이다.
세계에서 가장 아름다운 보석으로 꼽히기도 한다. 세계에서 가장 큰 다이아몬드는 아프리카의 프레미엄 광산에서 발견된 컬리넌 다이아몬드로 현재 9개의 큰 조각과 96개의 작은 조각으로 쪼개졌다.

## 구조적 특성

### 결정 구조
다이아몬드의 결정 구조는 반복되는 구조로 형성되어 있어 원자 배열이 특정 재료의 강도를 강하게 하는 데 쓰이고 있다.
다이아몬드가 이러한 예로 쓰이는 반면에 다른 4족 원소 또한 이러한 구조를 갖는데, 예컨대 주석, 실리콘 반도체, 게르마늄, 실리콘/게르마늄 합금 등의 특정 부분일지라도 적용된다. 다이아몬드 결정 구조는 다이아몬드 입방(diamond cubic) 결정 구조를 따른다.
격자는 반복되는 패턴으로 설명된다. 다이아몬드 결정 구조에서 이러한 격자는 각 단위당 특색 있는 2개의 사면체로 결합된 원자를 갖게 되는데 단위 정의 각 면의 1/4만큼 침입하였다. 결정의 모양은 팔면체이다.
GaAs, β-SiC, InSb와 같은 많은 화합물 반도체는 비슷한 섬아연광 구조를 지닌다.
이에 해당하는 각각의 원자는 다른 원자와 상호작용한다. 섬아연광 공간군은 다이아몬드 구조와 매우 비슷한 구조적인 특성을 가지고 있다.

### 원자 충진율
다이아몬드의 원자 충전율은 단위정당 8개의 원자를 가진 {\displaystyle {\frac {{\sqrt {3}}\pi }{16}}}이다. 수학적으로 다이아몬드 구조는 3차원의 완전한 격자인데, 입방 단위 정당 4개의 원자가 엇갈려서 구성된다. 단위 정의 한 변의 길이 a로 이루어진 원자 배치는 다음의 벡터를 따른다.
{\displaystyle \mathbf {m} _{0}={\vec {0}}}
{\displaystyle \mathbf {m} _{1}=(a/4)({\hat {x}}+{\hat {y}}+{\hat {z}})}
{\displaystyle \mathbf {m} _{2}=(a/4)(2{\hat {x}}+2{\hat {y}})}
{\displaystyle \mathbf {m} _{3}=(a/4)(3{\hat {x}}+3{\hat {y}}+{\hat {z}})}
{\displaystyle \mathbf {m} _{4}=(a/4)(2{\hat {x}}+2{\hat {z}})}
{\displaystyle \mathbf {m} _{5}=(a/4)(2{\hat {y}}+2{\hat {z}})}
{\displaystyle \mathbf {m} _{6}=(a/4)(3{\hat {x}}+{\hat {y}}+3{\hat {z}})}
{\displaystyle \mathbf {m} _{7}=(a/4)({\hat {x}}+3{\hat {y}}+3{\hat {z}})}

## 물리적 특징
색무색, 황색, 갈색, 녹색, 청색, 적색
조흔색정확히 알 수 없음
벽개완전
결정형등축정계
화학성분C (탄소)
투명도투명
굴절률2.417 ~ 2.419
복굴절률없음, 이상 복굴절을 나타내기도 함
분산력0.044
다색성없음
흡수 스펙트럼무색 및 황색, 청색 및 녹색
형광다양함

## 대표생산국
- 콩고 민주 공화국
- 콩고 공화국
- 앙골라
- 보츠와나
- 나미비아
- 남아프리카 공화국
- 라이베리아
- 시에라리온
- 마다가스카르
- 러시아
- 캐나다
- 미국
- 오스트레일리아
- 뉴질랜드
- 인도

## 관련 그림 자료

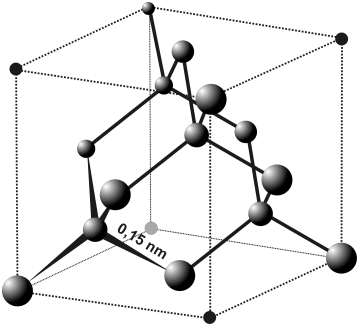
다이아몬드 결정구조 하나의 단위정 탄소간의 원자간 거리는 0.15nm[a]
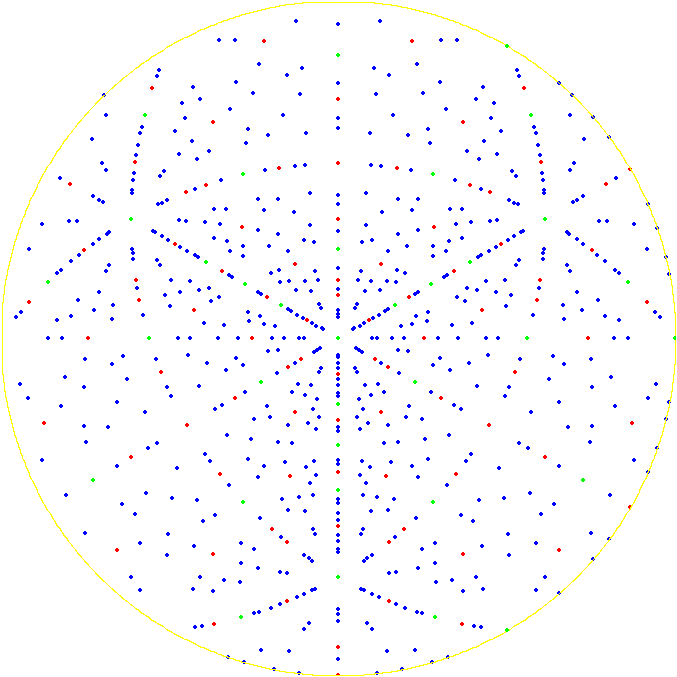
다이아몬드 격자의 [111]방향의 3-fold 스트레오 투상법

## 같이 보기
- 외계 다이아몬드(영어판) - 지구에서는 희귀하지만 우주에서는 의외로 흔한 물질이 다이아몬드이다
- 외계 물질
- 모조 다이아몬드